# Metro Redux
Metro Redux (укр. Метро Повернення) — комплект відеоігор у жанрі постапокаліптичного шутера від першої особи  з елементами survival horror і стелса, що представляють собою ремастер версії двох ігор у франшизі Всесвіту Метро 2033: Metro 2033 і Metro: Last Light. Оновлені версії були розроблені українською студією 4A Games та виданими Deep Silver. Вихід відбувся в серпні 2014 року на Windows, macOS, Linux, PlayStation 4 і Xbox One; у 2020 році «Redux» був випущений на Nintendo Switch. У порівнянні з оригінальною Metro 2033 в Redux були внесені багато покращень у планету геймплея та графіки.
В обох іграх дія відбувається в московському метро після ядерної війни; головний герой, молодий солдат Артем, бореться з мутантами і членами ворожих угруповань.
Критики дали збірці в основному позитивні оцінки. Основними перевагами вони відзначили поліпшення графіки й оптимізацію продуктивності, а також Metro 2033, яка отримала значно оновлений рушій. Серед недоліків називалася мінімально модернізована Last Light.

## Зміст

Скріншот з оновленої Metro 2033, що отримала значні поліпшення

Metro Redux містить дві гри з ігрової франшизи Всесвіту Метро 2033: Metro 2033 і Last Light. Обидві гри являють собою шутер від першої особи з елементами стелсу і survival horror. В основі ігрового процесу лежать дослідження тунелів і станцій московського метрополітену, а також отруєної радіацією поверхні, і бої з монстрами, що мутували, і ворожими солдатами різних фракцій. Metro 2033 і Last Light містять кілька кінцівок, які залежать від безлічі рішень, прийнятих гравцем у міру проходження.
В обох іграх місце дії — Москва, зруйнована ядерною війною. Головним героєм ігор є молодий солдат Артем. У Metro 2033 він має врятувати свою рідну станцію від Чорних — таємничих і небезпечних для людей істот. У грі дві можливі кінцівки — їхній вибір визначає прихована від гравця система «очок моралі»: у підсумку Артем може або запустити ракети у вулик Чорних, стерти його з лиця землі, або знищити установку з лазерним цілевказівником, залишивши істот живими. Сюжет Last Light відштовхується від першої кінцівки: ракетний удар по лігву Чорних було скоєно, вижила тільки одна молода особина, і тепер завдання Артема — знайти і знищити Чорного, попутно борючись із військами комуністичної Червоної лінії і фашистського Четвертого рейху.

## Розробка та вихід
22 травня 2014 року 4A Games і видавництво Deep Silver повідомили про те, що випустять Metro Redux на ПК, PlayStation 4 і Xbox One влітку 2014 року. Цього ж дня був опублікований трейлер збірки. Вихід видання був призначений на 29 серпня 2014 року в Steam.
Переробка Metro 2033 і Last Light для нових консолей восьмого покоління була сильно ускладнена політичною кризою в Україні — лише на початку 2014 року студія змогла ввезти в країну девкіти нових консолей, причому зробивши це таємно, в обхід митниці, щоб не платити величезні мита, і пропрацювала лише близько чотирьох місяців із девайсом Xbox One і шість місяців із PlayStation 4. Розробникам під час перенесення довелося провести безліч тестів і відповідно переробляти гру: так, одне з раніше налаштованих вручну завдань із генерації текстур у Last Light виконувалося на новій PlayStation 4 навіть довше, ніж на застарілій Xbox 360. З новим, потужнішим обладнанням такі хитрощі з оптимізації виявилися безглуздими, і ці частини програмного коду довелося просто відключити. Студія також збирала численні пропозиції від гравців; завдяки новим консолям катсцени вдалося зробити плавнішими, а управління — більш чуйним. Redux працює як на ПК, так і на консолях із частотою 60 кадрів на секунду — розробники вважали це технічним досягненням, хоча й припускали, що в майбутніх іграх повернуться до «консервативних» 30 кадрів за секунду, щоб забезпечити якомога вищий рівень графіки. 
Nintendo Switch, на яку гру було портовано пізніше, помітно поступалася PlayStation 4 і Xbox One у потужності. Тестовий варіант Redux видавав лише 7-15 кадрів на секунду; навіть остаточна версія гри на цій консолі обмежена лише 30 кадрами на секунду. Розробникам довелося виконати обробку анімацій і покращувати розпаралелювання гри по ядрах — для цього студія працювала безпосередньо з процесором A57. Щоб була максимальна продуктивність, 4A Games використовувала розроблений Nvidia ексклюзивно для Switch графічний API- NVN. Версії для комп'ютерів під управлінням Linux створені з використанням OpenGL 4.0.
У грудні 2014 року збірка вийшла на ПК під управлінням Linux і macOS. На честь цієї події видавці влаштували розпродаж у Steam, а версія для Mac усім покупцям Steam була доступна безкоштовно. На PlayStation 4 і Xbox One з 2015 року доступні демоверсії, що дозволяють безкоштовно пройти третину кожної з ігор. У 2020 році збірка вийшла на Nintendo Switch і в хмарному ігровому сервісі Stadia. За попереднє замовлення фізичної версії Redux на Switch гравець міг отримати в подарунок комплект «Рейнджер» — до його складу входив набір із двох значків, рукав для коробки з грою, двосторонні постер формату A2 і обкладинку з альтернативним оформленням і чотири листівки із зображенням оригінальних ігор.
З 26 вересня по 3 жовтня 2019 року, а також 22 грудня 2020 року Metro 2033 Redux була безкоштовно доступна в Epic Games Store, Last Light Redux також була безкоштовною з 4 по 11 лютого 2021.

## Оцінки та відгуки
| Агрегатор  | Оцінка                                         |
| ---------- | ---------------------------------------------- |
| Metacritic | XONE: 84/100 PS4: 83/100 PC: 84/100 NS: 80/100 |

| Видання        | Оцінка |
| -------------- | ------ |
| Game Informer  | 8,5/10 |
| GameRevolution | 9/10   |
| GameSpot       | 8/10   |
| GamesRadar+    | [ 20 ] |
| IGN            | 8,6/10 |
| Nintendo Life  | 9/10   |
| PC Gamer (США) | 82/100 |

Згідно з агрегатором оглядів Metacritic, Metro Redux отримала «загалом позитивні» відгуки критиків.
Мікель Репараз з IGN поставив збірці оцінку 8,6 — помітно вищу, ніж попередні оцінки Metro 2033 і Last Light. За його висловом, Metro 2033 «уже не плутається у власних ногах» — і графіка, і геймплей змінилися на краще; гра в режимі «Виживання» стала навіть простішою, тому Мікель порекомендував проходити її на «хардкорі». Найзначнішими поліпшеннями Metro 2033 Репараз визнав інтуїтивно зрозумілі меню і просунутий штучний інтелект супротивників. Last Light змінилася менше, але і її оглядач назвав «кроком вперед» порівняно з первісною версією гри, принаймні, з погляду графіки на ігрових консолях. Джессіка Васкес з GameRevolution поставила дев'ять балів із десяти, найвище оцінивши Metro 2033 Redux, яка, завдяки останній на той момент версії рушія 4A Engine, має набагато кращий вигляд, ніж оригінал, — вона зазначала поліпшену деталізацію довкілля та моделей NPC, динамічну погоду та руйнування. Оцінюючи версію на Nintendo Switch, Пі-Джей О'Рейлі з Nintendo Life назвав збірку одним із найкращих шутерів від першої особи та ігор у жанрі survival horror на портативній консолі.
У своїй позитивній рецензії на 3DNews Денис Щенніков відзначав приголомшливу деталізацію оточення, відчуття реального виживання, гнітючу атмосферу, а також практично повністю перероблену Metro 2033, яка завдяки Redux заграла новими фарбами. Рецензент сайту GoHa.ru написав, що Redux-версії Metro 2033 і Last Light виглядають і оптимізовані дуже добре — як приклад він навів останню гру, яка на відеокарті GeForce GTX 780 Ti видає на 20 кадрів на секунду більше, ніж оригінал. Він також зазначив, що за рахунок перенесення Metro 2033 на рушій 4A Engine — поліпшену версію того, що використовувався в Last Light — Redux-версія працює більш плавно і нічим не відрізняється від Last Light.
Незважаючи на позитивні емоції, Денис Щенніков як недоліки відзначав майже незмінену Last Light, а також історію обох ігор — вона подається, як і раніше, рвано і сповнена «роялів у кущах». Рецензент GoHa.ru також відгукнувся про мінімальні поліпшення Last Light. Репараз у своїй рецензії зазначав, що Metro 2033 полюбляє «жбурляти» в гравця жменю монстрів на відкритих територіях, а також «слабку» з технічного погляду версію Xbox One, яка працює в роздільній здатності 912p. Зі свого боку, Джессіка Васкес, відзначаючи недоліки збірки, написала, що деякі проблеми Metro все ще залишилися, але які саме — вона не вказала. Пі-Джей О'Рейлі з Nintendo Life зіткнувся з довгим завантаженням деяких рівнів на Switch, яке займало близько хвилини, але помітив, що завантаження після смерті гравця відбуваються практично миттєво.
Через тиждень після виходу, збірка посіла перше місце в чарті найбільш продаваних ігор у Великобританії. За заявами видавця Deep Silver, до квітня 2015 року колекція Metro Redux розійшлася накладом понад півтора мільйона екземплярів.